# Geórgios Bógris
Geórgios « Yórgos » Bógris (grec moderne : Γεώργιος «Γιώργος» Μπόγρης), né le 19 février 1989, à Athènes, en Grèce, est un joueur grec de basket-ball. Il évolue au poste de pivot.

## Carrière
Bógris est nommé dans la meilleure équipe de la Ligue des champions 2016-2017, remportée par son club, avec le MVP Jordan Theodore, Aaron Doornekamp, Melvin Ejim et Zack Wright.
Fin juin 2017, Bógris rejoint l'Olympiakós où il signe un contrat de trois ans.

## Palmarès
- Champion d'Europe -20 ans 2009
- Champion de Grèce 2010, 2011
- Euroligue 2011
- Vainqueur de la Ligue des champions 2016-2017.